# Займа
Займа (пол. Zajma) — село в Польщі, у гміні Міхалово Білостоцького повіту Підляського воєводства.
Населення — 7 осіб (2011).
У 1975-1998 роках село належало до Білостоцького воєводства.

## Демографія
Демографічна структура станом на 31 березня 2011 року:
|          | Загалом | Допрацездатний вік | Працездатний вік | Постпрацездатний вік |
| -------- | ------- | ------------------ | ---------------- | -------------------- |
| Чоловіки | 5       | 0                  | 4                | 1                    |
| Жінки    | 2       | 0                  | 2                | 0                    |
| Разом    | 7       | 0                  | 6                | 1                    |